# Kenneth Robeson
Kenneth Robeson este numele generic folosit de editura Street & Smith pentru a publica romanele pulp cu eroul Doc Savage și mai târziu cu personajul Avenger. Mai mulți autori au publicat sub acest pseudonim, dar cele mai multe scrieri cu Doc Savage îi aparțin scriitorului american Lester Dent. Alți scriitori sunt:
- William G. Bogart
- Evelyn Coulson
- Harold A. Davis
- Lawrence Donovan
- Philip José Farmer
- Alan Hathway
- W. Ryerson Johnson
- Will Murray
- Ron Goulart

Cele 24 de lucrări cu personajul Avenger au fost create de Paul Ernst, sub pseudonimul Robeson.  Robeson a fost menționat pe coperta revistei The Avenger ca fiind "creatorul lui Doc Savage."

## Legături externe
- Doc Savage Organized
- Kenneth Robeson la Internet Speculative Fiction Database

Format:The Avenger